# Dôme du Goûter
El Dôme du Goûter  és una muntanya de 4304 metres que es troba entre les regions d'Alta Savoia a França i Vall d'Aosta a Itàlia. Està connectat amb el Mont Blanc a través de l'aresta de les Bosses (SE), amb l'Agulla de Goûter (NO) i l'Agulla de Bionnassay (O).